# روبرت أندرسون (مصرفي)
روبرت أندرسون (بالإنجليزية: Robert Anderson)‏ هو مصرفي أمريكي، ولد في 1912، وتوفي في 1998.